# Félix Mesnil
Félix Étienne Pierre Mesnil (Omonville-la-Petite, Departamento de la Mancha, 12 de diciembre de 1868 - 15 de febrero de 1938, París) fue un zoólogo, biólogo, botánico, micólogo y algólogo francés.
Ingresa al Instituto Pasteur en 1892 en calidad de agregado-preparador después de ser estudiante de Alfred Giard y condiscípulo de Maurice Caullery, y sería secretario de Louis Pasteur, y al mismo tiempo, comenzó estudios sobre la inmunidad celular, la fisiología y la patología comparadas en el laboratorio de Ilya Ilitch Metchnikov (1845-1916).
Fundó el Boletín del Instituto Pasteur con Gabriel Bertrand (1867-1962), Alexandre Besredka (1870-1940), Amédée Borrel (1867-1936), Camille Delezenne (1868-1932) y de A. Marie (1835-1888).
En 1903, en colaboración con Alphonse Laveran (1845-1922), demuestran que el parásito responsable de una fiebre de la India ( Kala-azar) prevista por William Boog Leishman (1865-1926), y un protozoario nuevo, independiente de los tripanosomas y del hematozoario del paludismo. Lo nombrará provisoriamente como P. donovani y Sir Ronald Ross (1857-1932) creará para él el género Leishmania.
En 1908, fue nombrado subdirector de la École pratique des hautes études; y en 1910, profesor del Instituto Pasteur.

## Algunas publicaciones
- 1893. Sur le genre Polydora Bosc (Leucodore Johnston)
- 1895. Sur la résistance des vertébrés inférieurs aux infections microbiennes artificielles (Resistencia de los vertebrados inferiores a las infecciones microbianas experimentales). Defensa de tesis para el doctorado en ciencias naturales

## Honores
- Miembro de la Comisión francesa de la tripanosomiasis africana (enfermedad del sueño), participando en la organización de la misión al África Ecuatorial Francesa.
- Cofundador de la "Sociedad de Patología exótica", siendo secretario general y luego su presidente
- 1913, vicepresidente de la Sociedad de Biología
- 1920, miembro del Comité consultivo de la enseñanza de medicina veterinaria colonial
- 1921, miembro de la Academia de las Ciencias
- 1922, miembro fundador de la Academia de las Ciencias coloniales
- 1926, presidente de la Société zoologique de France
- 1931, electo entre los miembros libres de la Académie de médecine

- La abreviatura «Mesnil» se emplea para indicar a Félix Mesnil como autoridad en la descripción y clasificación científica de los vegetales.[1]

## Abreviatura (zoología)
La abreviatura Mesnil  se emplea para indicar a Félix Mesnil como autoridad en la descripción y taxonomía en zoología.